# جغری
جغری، روستایی از توابع بخش مرکزی شهرستان مشهد در استان خراسان رضوی ایران است.

## جمعیت
این روستا در دهستان کنویست قرار دارد و بر اساس سرشماری مرکز آمار ایران در سال ۱۳۸۵، جمعیت آن ۱٬۴۸۲ نفر (۳۸۲خانوار) بوده‌است.